# Jak jsme hráli čáru
Jak jsme hráli čáru je česko-slovenský film z roku 2014 režiséra Juraje Nvoty podle scénáře Petera Pišťanka a Mariana Urbana.

## Děj
Petr žije se svými prarodiči v československém příhraničí k Rakousku, kam emigrovali jeho rodiče. Od té doby se jej snaží získat i malý Petr vymýšlí způsoby, jak hranici překonat. Nad rodinou se stále vznáší stín sociálky a možnosti odebrání Petra, kterého chtějí umístit do dětského domova. Ve škole i ve volném čase prožívá řadu dobrodružství s kamarády i boje s velkými kluky, kteří rádi bijí ty slabší a říkají si černogardisti. Petrova spolužačka, Helenka, pomáhá méně nadanému Honzovi Kolářovi, kterému hrozí, že jej přeřadí do pomocné školy. Petr ho osvobodí z pout černogardistů. 
Petrův největší kamarád, František "Ferda" Glanz, se stále s něčím chlubí. Tvrdí, že zná tajný tunel pod řekou Moravou, který vede do Rakouska. Pozve Petra, aby o půlnoci přišel do staré fabriky, že mu jej ukáže. Petr se chce vyplížit z domova, ale potká dědu a jdou spolu. Čekají, ale nikdo nejde, pak uvidí několik jezdců na motorkách, jak jedou k hranici. Uslyší střelbu, křik a na místo se sjíždějí pohraničníci. Obcí se nese zpráva, že tam zahynuli čtyři Poláci. Glanz se chlubí otcovou pistolí, Petr mu ji sebere a ukryje do slámy. Malý Bašta opět bije spolužačky, zakročí tělocvikář a Bašta si při útěku zlomí nohu. Major Bašta z toho dělá aféru. Ferda je s Baštovými syny přijat k mladým pohraničníkům, pak je z nich ovšem vyloučen. Petr v noci vysvobodí lišku, kterou má Glanz na výcvik psů. 
Rozdává se vysvědčení, přes snahu Helenky je Honza přeřazen do zvláštní školy, kam ale stejně chtěl, protože na něj všichni moc tlačili. Ferda řekne Petrovi, že má v Rakousku bratra. Petr se ptá prarodičů, ti začnou mluvit maďarsky, jako vždy když chtějí před Petrem něco utajit. Petr i tak pochopí, že jeho bratr se jmenuje Karel. Glanz onemocní a dá Petrovi mapu, která jej má zavést k pokladu. Cestou jej přepadnou černogardisti a zatáhnou jej mezi ostnaté dráty, kde jej najdou pohraničníci. Petr se to snaží majoru Baštovi vysvětlit, že ho parta jeho synů dostrkala mezi dráty. Ten nevěří, myslí, že to byl Achbergerův pokus převést vnuka do Rakouska. Petr jde znovu s mapou od Glanze a najde svazek vedený na jeho dědu, kde se dozví, kdo všechno na něj donášel. Malý František Glanz zemřel. 
Za Petrem přijedou rodiče s bratrem Karlem, chtějí si ho hned odvézt do Rakouska. Petr na Karla žárlí. Petr potká bandu černogardistů, popere se s nimi a na obranu použije pistoli od Glanze. Ve rvačce padne výstřel a Jirka Bašta vypadá jako mrtvý. Petr uteče. Zahodí pistoli a zůstane v lese. Pohraničníci jej v noci hledají, Petr spí v seníku a liška jej upozorní na nebezpečí. Rodiče musí odjet zpět do Rakouska bez svého prvorozeného syna. Děda najde Petra v lese a řekne mu, že Jirka nezemřel, jen se mu strachy udělalo nevolno. Petr s dědečkem a babičkou v televizi sledují srpen 68 a vidí přicházet sociální pracovnici. Děda vede Petra na vlak do Rakouska. Jeden z pohraničníků dělá problémy, protože Petra nemá zapsaného v pase. Na Baštův příkaz jej ale pustí. V Rakousku děda předá vnuka jeho rodičům a vrací se prázdným vlakem do Československa. Petr za vlakem utíká, děda mu na památku hodí svůj klobouk.

## Obsazení
| Alexander Bárta     | Petrův otec          |
| Slávka Halčáková    | Petrova matka        |
| Richard Labuda      | Petr Achberger       |
| Milan Lasica        | dědeček Achberger    |
| Ondřej Malý         | důstoník Reim        |
| Miroslav Noga       | Glanz                |
| Robert Roth         | Honza Kolář          |
| Libuše Šafránková   | babička Achbergerová |
| Szidi Tobias        | učitelka Vernerová   |
| Ondřej Vetchý       | major Bašta          |
| Milan Ondrík        | tělocvikář Tomko     |
| Ady Hajdu           | ředitel školy        |
| Jana Ofhová         | soudružka            |
| Christopher Pauliny | Ferko Glanz          |
| Tamara Fischer      | Helena Kraščičová    |
| Gregor Hraška       | Jaro Bašta           |
| Tomáš Florek        | Honza Kolář          |
| Viktor Stupka       | Edo Ďžudák           |
| Matylda Homolová    | Alenka               |
| Erik Bekeš          | Juro Bašta           |
| Martin Hrevuš       | Kremničan            |
| Tomáš Samko         | Šalgovič             |
| Adam Praskač        | Práskač              |
| David Pašš          | Karolko              |
| Zita Furková        | Poldina Batajová     |
| Zuzana Konečná      | učitelka Šišočáková  |
| Petra Vajdová       | tělocvikářka Vaľová  |
| Jan Mazák           | důstojník Čech       |
| Marián Labuda ml.   | důstojník Slovák     |
| Richard Autner      | důstoník Preiss      |
| Michal Koleják      | pohraničář           |
| Martin Kochan       | pohraničář           |
| Michal Rosík        | pohraničář           |
| Mária Breinerová    | Glanzová             |
| Lenka Janková       | Baštová              |
| Ingrid Ištóková     | Kraščičová           |
| Vladimír Zboroň     | Kraščič              |
| Mária Landová       | Kolárová             |
| Martin Škoda        | Paľo Kolár           |
| Mária Čubová        | Žofka Baštová        |
| Peter Pišťanek      | Bataj                |

## Ocenění
- Český lev 2014
  - nominace v kategorii Nejlepší mužský herecký výkon v hlavní roli – Milan Lasica
  - nominace v kategorii Nejlepší mužský herecký výkon ve vedlejší roli – Ondřej Vetchý
  - nominace v kategorii Nejlepší střih – Alois Fišárek
  - nominace v kategorii Nejlepší filmová scénografie – Pavol Andraško